# 田中博 (ジャーナリスト)
田中 博（たなか ひろし、1965年 - ）は、日本の雑誌編集者、経済ジャーナリスト。

## 経歴
福岡県に生まれる。1984年福岡県立修猷館高等学校を経て、1988年上智大学外国語学部ポルトガル語学科卒業。
1988年プライスウオーターハウスコンサルタントに入社。1993年ジョンズ・ホプキンズ大学高等国際問題研究大学院修士課程修了後、西日本新聞社に入社。
2001年ダイヤモンド社に入社し、週刊ダイヤモンド編集部に配属され、金融、建設、不動産業界を担当。2004年副編集長を経て、2014年4月編集長に就任。業界ものや会計、相続など幅広い分野を特集、オンライン版立ち上げにも従事した。2017年3月編集長を退任後、5月退社し、リコー経済社会研究所客員主任研究員となる。